# Ejido de San Lorenzo Octeyuco
Ejido de San Lorenzo Octeyuco är ett samhälle (ejido) i Mexiko, tillhörande kommunen Jilotepec i den västra delen av delstaten Mexiko. Orten hade 2 659 invånare vid folkräkningen 2010.